# Qazax (Azerbaïdjan)
Pour les articles homonymes, voir Qazax.

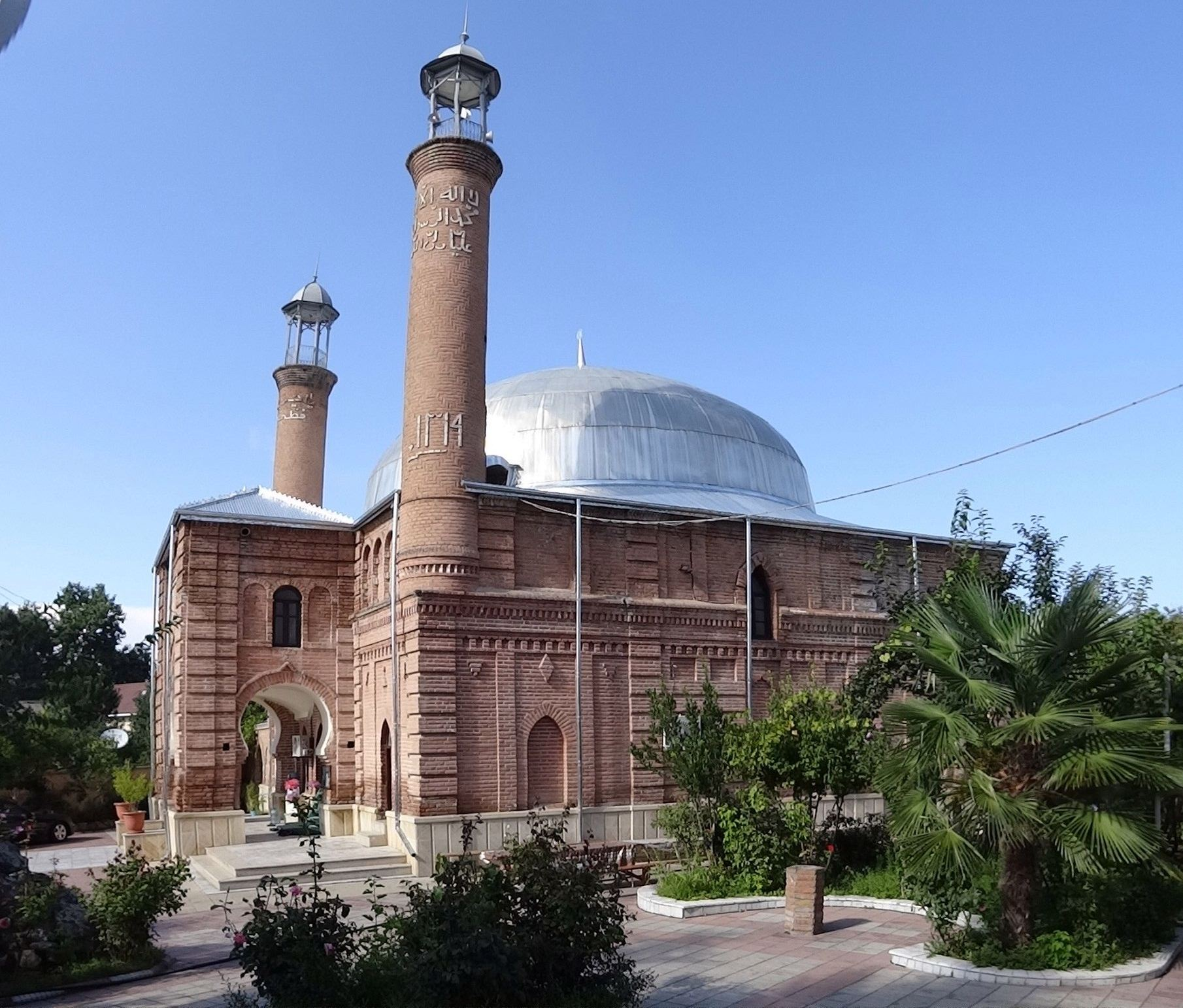
Mosquée Qazax.

Qazax est une ville d'Azerbaïdjan, capitale du raion de Qazax.

## Histoire
Au XVIIIe siècle, Qazax était la capitale du sultanat de Qazax. Pendant l'Empire russe, la ville était le centre administratif du Gazakh de Gouvernement d'Elisavetpol, 10 km de la station Aghstafa du Chemin de fer Transcaucasus. Depuis 1930, Qazax est devenu le centre administratif du  raion de Qazax en Azerbaïdjan. La plupart des résidents de Qazax descendent de l'Oghuz et des tribus Aday, que l'on considère d'être Turc.   Il y a 112 monuments historiques  d'importance locale et nationale  dans la région de Gazakh, dont 54 monuments archéologiques, 46 architecturaux , 7 monumentales et historiques et 5  décoratifs et arts appliqués.

## Personnalités liées
- Amina Dilbazi, danseuse, y est née.
- Khumar Gadimova également connue sous le nom de Khumar (1966-), chanteuse pop, y est née.